# Tim Sale
Tim Sale (ur. 1 maja 1956 w Ithaca, zm. 16 czerwca 2022 w Seattle) – amerykański rysownik komiksowy, najbardziej znany ze współpracy z scenarzystą Jephiem Loebem nad takimi tytułami jak Batman: Długie Halloween, Superman na wszystkie pory roku, Hulk: Szary, Daredevil: Żółty i Spider-Man: Niebieski. Dwukrotny laureat nagrody Eisnera.

## Życiorys
Urodził się w Ithaca w stanie Nowy Jork, lecz wychowywał się w Seattle. Studiował sztuki piękne na Uniwersytecie Waszyngtońskim, a także uczęszczał do School of Visual Arts w Nowym Jorku. W latach 70. ukończył również krótki kurs rysunku komiksowego prowadzony przez Johna Buscemę.
Chociaż przez lata rysował głównie do szuflady, jego profesjonalna kariera rozpoczęła się w 1984 od tuszowania komiksu Myth Adventures dla wydawnictwa WaRP Graphics. Wkrótce potem stworzył ilustracje do serii Thieves’ World dla Starblaze Graphics, gdzie po raz pierwszy zastosował charakterystyczną technikę światłocienia, co częściowo wynikało z jego daltonizmu.

### Współpraca z Jephiem Loebem
Przełomowym momentem w jego karierze była współpraca z Jephiem Loebem, rozpoczęta w 1991 na łamach miniserii Challengers of the Unknown dla DC Comics. Duet zyskał sławę dzięki serii Batman: Długie Halloween (1996-1997), uznawanej za jeden z najważniejszych komiksów o Mrocznym Rycerzu. Kontynuowali swoją współpracę w takich tytułach jak:
- Superman na wszystkie pory roku (1998)
- Batman: Mroczne zwycięstwo (1999-2000)
- Catwoman. Rzymskie wakacje (2004-2005)[2]

Dla Marvela stworzyli wspólnie emocjonalne, retrospektywne miniserie:
- Daredevil: Żółty (2001–2002)
- Spider-Man: Niebieski (2002–2003)
- Hulk: Szary (2003–2004)
- Captain America: Biały (2015)[2]

W 2006 Sale dołączył do zespołu serialu Heroes, gdzie jego ilustracje przedstawiały wizje postaci Isaaca Mendeza.

## Najważniejsze dzieła
- Billi 99 (1991; polskie wydanie: Billi 99, 2024)
- Superman for All Seasons (1998; polskie wydanie: Superman na wszystkie pory roku, 2002)
- Batman: Dark Victory (1999-2000; polskie wydanie: Batman: Mroczne zwycięstwo, 2001)
- Daredevil: Yellow (2001-2002; polskie wydanie: Daredevil: Żółty, 2011)
- Batman: The Long Halloween (2002-2003; polskie wydanie: Batman: Długie Halloween, 1999)
- Spider-Man: Blue (2002-2003; polskie wydanie: Spider-Man: Niebieski, 2011)
- Hulk: Gray (2003-2004; polskie wydanie: Hulk: Szary, 2011)
- Catwoman: When in Rome (2004; polskie wydanie: Catwoman. Rzymskie wakacje, 2005)
- Captain America: White (2008-2015; polskie wydanie: Kapitan Ameryka: Biały, 2017)

Jego prace pojawiały się również w licznych numerach serii takich jak Grendel, Deathblow, Excalibur, Cable, Wolverine/Gambit: Victims, a także w antologiach i jako okładki komiksów.

## Śmierć
W czerwcu 2022 Tim Sale został hospitalizowany z powodu niewydolności nerek, zmarł 16 czerwca 2022.

## Nagrody
- 1999 – Nagroda Eisnera:
  - za najlepsze opowiadanie (Devil's Advocate)
  - za najlepszy album: reprint (Batman: Długie Halloween)
  - za najlepszego rysownika (Superman for All Seasons)[1]